# Sex Is Not The Enemy
«Sex Is Not The Enemy» es el segundo sencillo del disco Bleed Like Me de Garbage en el Reino Unido. Fue lanzado en junio de 2005 para promocionar los conciertos que la banda ofreció en la Brixton Academy de Londres y los conciertos en los festivales Download Festival y Glastonbury Festival. Mientras este sencillo fue comercial para el Reino Unido, en Estados Unidos la banda lanzó como corte de promoción el tema que le da nombre al disco, Bleed Like Me. 
«Sex Is Not The Enemy» fue lanzado en tres formatos: sencillo en CD, DVD Single y una edición limitada de vinilo de 7". El sencillo tuvo como caras B las canciones «Honeybee» y «Never be Free», un documental sobre la filmación del video promocional (en el DVD) y tres remixes que solo aparecieron en ediciones promocionales: «Sex Is Not The Enemy (Devil's Gun remix)», «Sex Is Not The Enemy (Il’s dub remix)» y «Sex Is Not The Enemy (Il’s vocal remix)».
En su primera semana llegó al número 24, pero en la segunda cayó al 66 y finalmente desapareció de las listas. Junto con «Breaking Up the Girl» es uno de los sencillo menos exitosos de la banda.

## Posicionamiento
| Año  | Sencillo                            | Listas                   | Posición |
| ---- | ----------------------------------- | ------------------------ | -------- |
| 2005 | «Bleed Like Me»                     | U.S. Modern Rock Tracks  | #27      |
| 2005 | «Bleed Like Me» (E. Kupper remixes) | U.S. Hot Dance/Club Play | #6       |